# Александар-Шандор Поповић
Александар Поповић (Бечеј, 10. децембар 1847 — 1877) био је српски геолог. Преа неким изворима он је отац српске геологије, који је први истражио и описао Фрушку гору.
Он је геолошким истраживањима скренуо пажњу светских научних кругова на нашу земљу. Александар Поповић написао је прве гимназијске уџбенике на српском језику, бавио се популарном медицином и здравственим просвећивањем, аутор је вероватно прве музичке критике у нас, одлично је певао, свирао виолину и компоновао хорска и друга дела, преводио с енглеског и немачког, и то Шекспира, Шилера и Гетеа, писао је поезију и књижевну критику, открио извор у Врњачкој Бањи и данашњи највећи српски бренд - воду „Књаз Милош“ ("село Врњци ће са својом водом постати једном гласовито"... биле су његове речи).

## Биографија
Родио се у Бечеју као један од три сина Софије и Васе Поповића. Отац му се бавио велетрговином грађевинским материјалом, житом и вином, и био тако богат да је давао новац на зајам држави. Кућа му је била на главном градском тргу преко пута цркве, и доминирала је Бечејом попут месног двора. Иако веома имућан, отац му је међу Србима био веома поштован и вољен, па су га изабрали за свога кнеза. У Аустроугарској већ следеће године по Александровом рођењу, 1948, почињу велики немири и револуције у којима је кућа Васе Поповића спаљена и цело имање разнето. Мислећи да су му синови и жена убијени, Васа Поповић је ратовао заједно с устаницима широм Јужне Угарске и Војне крајине да би породицу, на крају, пронашао скривену код жениног брата у месту Арадац.
Као пуки сиромаси, враћају се у Бечеј, Васа подиже кућицу и дућан на згаришту своје старе палате и, кажу, сасвим здрав и без иједног дана боловања умире на Видовдан 1856. године. Мајка Софија, некада „прва дама Бечеја“, принуђена је да прихвата разне послове не би ли прехранила своја три сина. Тада и млади Александар, као најбољи ученик своје основне школе, ушавши тек у осму годину живота, даје часове слабијим ученицима и зарађује за кућни буџет. Последњи сачувани породични капитал, схвата мајка Софија, јесте памет њених синова и она вешто успева да им обезбеди разне приватне, државне и црквене школске стипендије.
Пошто их је сместила по интернатима по Пешти, она распродаје све што јој је преостало и пресељава се да живи близу њих. Најстарији син Стеван, питомац академије Текелијанум, одличан студент и књижевно талентован, добија позив да даје часове принчевима Ђорђу и Арсену Карађорђевићу, који тада живе у Пешти избеглички живот с оцем, кнезом Александром Карађорђевић. Кнез је тако задовољан знањем и карактерним особинама сиромашног студента да Стевана убрзо проглашава службеним васпитачем својих наследника. Од тада Стеван има средстава да издржава и себе и мајку и браћу (Стеван Поповић, 1845 — 1917, књижевник и политичар, управник Текелијанума, написао двадесетак новела, уређивао књижевне часописе, посланик Угарског сабора).
Александар Поповић се тада уписује на природне науке на Филозофском факултету у Пешти, где на њега пресудно утиче великан мађарске науке Јожеф Сабо, професор геологије. Између старог професора и Александра рађа се и велико пријатељство.
Професору у част, Александар почиње да се потписује и као Шандор, што постаје његово друго име. Њих двојица препешачили су Фрушку гору и добар део Србије сакупљајући научну грађу, а с тих путовања настала је Поповићева књига Геолошке цртице о Србији, која се, уз дела Јована Цвијића, сматра темељем српске геологије. Сарадња и потпуно поверење између Сабоа и Поповића били су на великом искушењу током 1872. године, када је Александар Поповић послао професору Сабоу вест да је на Фрушкој гори открио до тада тамо непознат трахит. Сабо одмах с поносом обавештава Мађарско геолошко друштво о овом открићу. Познатои професор А. Кох, међутим, путује у Петроварадин и с подсмехом са терена реферише да је реч о забуни и грешци. Ако је грешка могућа код младог Поповића, она је велики скандал за угледног Сабоа. Професор ипак верује свом Шандору, и „бланко“ стаје уз њега. Ствар се, међутим, компликује јер су „вредни“ грађевинари у међувремену потпуно исцрпели трахит на месту на ком га је Поповић пронашао. Читаву годину дана Александар Поповић трага за новим доказима о постојању трахита на Фрушкој гори, да би на крају напори били крунисани успехом: Трахит је поново пронађен, и Поповић и Сабо тријумфују у научним круговима средње Европе. Сабо користи прилику да свог пулена „гурне“ и за редовног члана Мађарско геолошког друштва, а Поповић је одмах постао и дописни члан Бечког геолошког завода.
У међувремену, позван је да буде професор у Великој новосадској гимназији. Предаје природопис, математику и мађарски, а по потреби и физику, немачки, психологију и певање. Иако испод научног нивоа, овај посао одговара његовим патриотским амбицијама и он, уз савременике какви су Ј. Ј Змај, Лаза Костић, Јаша Игњатовић, Стерија Поповић и други, сања слободу и престижну Србију у културној Европи.
Црних очију, „бујне кокораве косе“, духовит и пријатан, Александар Поповић постаје знаменита фигура друштвеног живота Новог Сада. У предавању „О оку“ у Српском колу, које је сачувано, Александар Поповић каже да читање утиче на развијање кратковидости, али и да су наочаре све јефтинија помоћ, па закључује:
"Али ми специјално у Угарској не треба да се полашимо да ће то наочарско доба скором наступати, јер у земљи у којој још и данас више од 60 одсто становништва не знају читати ни писати, у тој земљи нема велике опасности од кратковидости."
Не одустајући од научних амбиција, Александар Поповић је припремао геолошку експедицију за Босну и Херцеговину и Црну Гору, и код професора Сабоа пријавио докторски рад илити „ригорозум“ - како се то тада, на српском, звало. Међутим, изненада је преминуо од туберкулозе коју је донео с геолошких путовањима по забитима, не напунивши ни тридесет година. Чувши вест о томе, стари професор Јожеф Сабо је, кажу, крикнуо и изговорио: " Пријатељу, само ја могу да оценим шта је наука изгубила смрћу Шандоровом. "
Јован Јовановић Змај пише му реквијумски поздрав, у коме каже да прави великани не умиру, јер се око гроба окупља венац нових следбеника, а за сваког младог пријатеља Шандора, како га је он и он звао, на крају говори:
"Геолог сишао је
У оне дубље слоје
Научним гоном гоњен
На сваке жртве склоњен
У свога живља стан."
Ренесансно обдарен, Александар Поповић, попут Цвијића, размишљао је и о карактерним особинама свог народа. Зато пророчки делује многи редови остали иза њега, као, на пример, ови:
Ако дакле хоћемо и ми да живимо истински, ако хоћемо да нас не потисну, да не паднемо у вечни заборав, онда морамо радити са свом снагом и у свакој прилици... Радња и опет радња - то нек је лозинка!